# À contre-jour
 (février 2012).
Si vous disposez d'ouvrages ou d'articles de référence ou si vous connaissez des sites web de qualité traitant du thème abordé ici, merci de compléter l'article en donnant les références utiles à sa vérifiabilité et en les liant à la section « Notes et références ».
Albums de François Feldman
Indigo
(1993) Couleurs d’origine
(1997)
Singles
1. Destination [1]
Sortie : juillet 1995
2. Exit de la nuit [2]
Sortie : 1995
3. Comme un film [3]
Sortie : mai 1996

À contre-jour est le cinquième album studio enregistré par François Feldman sorti en 1996.
Malgré le tournant musical du chanteur, son entourage ne change pas. Ainsi, on retrouve Joniece Jamison en duo sur deux titres, Kamil Rustam aux guitares, Carole Fredericks et Yvonne Jones aux chœurs, Thierry Durbet aux claviers et programmations.
C'est également la première fois que François Feldman écrit l'intégralité de l'album, de la musiques aux textes en passant par les arrangements.

## Réception

### Accueil critique
Sorti en 1996, cet album déroute quelque peu les fans du chanteur qui se voit là gratifié d'un album aux accents dance et electro.
Même si ce disque demeure au succès confidentiel, certains titres extraits de l'album comme Destination ou Comme un film connurent un succès plus qu'honorable[réf. nécessaire].

## Liste des titres
| 1.    | Blue Berry Bar                                | 4:48 |
| 2.    | Alexa                                         | 3:26 |
| 3.    | Exit de la nuit                               | 4:03 |
| 4.    | Mon bébé                                      | 3:58 |
| 5.    | Destination                                   | 3:43 |
| 6.    | Ivresse                                       | 3:56 |
| 7.    | Comme un film                                 | 4:56 |
| 8.    | Compte sur moi                                | 4:02 |
| 9.    | Love Platonique (en duo avec Joniece Jamison) | 4:18 |
| 10.   | Dans ce long silence                          | 3:37 |
| 11.   | À contre-jour                                 | 3:56 |
| 44:42 |                                               |      |

## Historique de sortie
| Pays   | Date           | Format              | Label            |
| ------ | -------------- | ------------------- | ---------------- |
| France | 3 janvier 1996 | CD • cassette audio | Philips, Mercury |